# 廁所裡的運動鞋
《廁所裡的運動鞋》是史蒂芬·金所著的短篇小說，最先收錄在1988年的短篇小說集《黑暗景象》上，1993年，史蒂芬將故事收錄在短篇小說集《惡夢工廠》內。

## 故事簡介
泰爾是一名灌唱片的技術人員，在一楝被稱為音樂城的大樓工作。每一個古老的地方都有一個鬼故事，音樂城傳說在三樓男廁有鬼，詳情卻無人知曉。泰爾如常在音樂城工作，直到有一天他在三樓男廁的廁格發現了一雙運動鞋，起初泰爾都不以為然，後來察覺到每次如廁都會見到這雙鞋，便感到不妥當。泰爾向身邊的朋友查問，朋友告訴他很多年前有一個運毒的毒虫被人鎖在廁格內殺死，並搶走了他的貨。泰爾知道了故事的背景，開始敢面對這個鬼魂，這個鬼魂告知泰爾當年的兇手正是泰爾的恩人。